# Cansumys canus
Cansumys canus är en gnagare i underfamiljen hamstrar (Cricetinae) som förekommer i Kina.

## Beskrivning
Djuret har på ovansidan en grå päls med flera glest fördelade svarta hår, bröstet samt hakan är vita och buken är ljusgrå. Kroppslängden (huvud och bål) är ungefär 14 cm och svansen är med omkring 11 cm nästan lika lång. Svansen är dessutom helt täckt med hår och yvig. Arten skiljer sig även i molarernas konstruktion från andra hamstrar.
Cansumys canus var länge bara känt från två individer som hittades i den kinesiska provinsen Gansu. Under 1990-talet upptäcktes ytterligare en individ i provinsen Shaanxi och sedan dess tillkom flera fynd.
Arten lever inte som andra hamstrar i stäpper utan i skogar i medelhöga bergstrakter som kan ligga 1 400 meter över havet. Individerna är aktiva på natten och vilar längre tider under hösten och vintern. Födan utgörs främst av gräs och löv. Per kull föds upp till åtta ungar.
Beståndets storlek är okänt men IUCN listar arten som livskraftig (LC).